# 주잠
주잠(朱潛, 1194년 ~ 1260년)은 송나라의 한림학자로, 호는 청계(淸溪)이다. 주희(朱熹)의 증손이자 신안 주씨(新安朱氏)의 시조이다. 송나라가 몽골에 패망하자, 칠학사(七學士)와 더불어 금성(錦城: 나주의 옛 이름)으로 망명해 와 숨어지내며 원나라의 추적을 피해 적덕(積德)으로 이름을 고쳐 능주(綾州: 綾城)의 구씨 집성촌에 숨어 지냈다. 2남 1녀의 자녀를 두었고 딸은 능성 구씨의 시조 구존유와 혼인하였다.